# Піщанська сільська рада (Щучанський район)
Піща́нська сільська рада (рос. Песчанский сельский совет) — сільське поселення у складі Щучанського району Курганської області Росії.
Адміністративний центр — село Піщанське.
Населення сільського поселення становить 842 особи (2017; 1154 у 2010, 1580 у 2002).

## Склад
До складу сільського поселення входять:
| Населений пункт    | Населення, осіб (2002) | Населення, осіб (2010) |
| ------------------ | ---------------------- | ---------------------- |
| Архипово, присілок | 67                     | 44                     |
| Піщанське, село    | 1164                   | 896                    |
| Утиче, присілок    | 266                    | 201                    |
| Ушаково, присілок  | 83                     | 13                     |